# 岩瀬裕亮
岩瀬 裕亮（いわせ ゆうすけ、1988年6月11日 - ）は、愛知県西尾市出身の競艇選手。登録番号4604。身長162cm。血液型A型。106期。愛知支部所属。同期に葛原太陽、坂井田晃、谷川祐一らがいる。

## 来歴
- 愛知県立刈谷工業高等学校卒業[1]。
- やまと競艇学校時代、リーグ戦勝率.822（準優出8　優出8　第2戦・第6戦優勝）の成績を残して、卒業記念競走で優勝した[2]。リーグ戦勝率も第1位という高成績であった。
- 2010年5月1日、蒲郡競艇場でデビュー（6着）。
- 2010年6月13日、戸田競艇場での「日本財団会長賞」4日目2Rで初勝利（18走目）。
- 2011年9月19日、常滑競艇場での「菊花特別」で初優出（2着）。前日12Rの準優勝戦で3着だったが、2着に入った大西源喜（登録番号3440）が待機行動違反を取られて賞典除外になったことから、3着だった岩瀬が繰り上げ優出となった。
- 2012年1月24日、芦屋競艇場での「G1共同通信社杯 第26回新鋭王座決定戦競走」にG1初出場。26日、3日目4RでG1初勝利[3]。
- 2014年3月13日、常滑競艇場での「G1開設60周年記念競走マーメードグランプリ」でG1初優出（5着）。